# War of the jewels
War of the Jewels es el quinto álbum de estudio del grupo italiano de rock progresivo Ainur. 
Está inspirado como los anteriores de escritor británico J. R. R. Tolkien

El álbum ha sido publicado el 19 de marzo de 2021,
.
Este disco está producido de Rockshots Record

## Lista de canciones
Todas las letras escritas por W. Collo.
| N.º | Título                                   | Música | Duración |  |
| 1.  | «Fate Disclosed»                         |        | 2:09     |  |
| 2.  | «Wars of Beleriand»                      |        | 7:00     |  |
| 3.  | «Hell of Iron»                           |        | 5:47     |  |
| 4.  | «Wars begin»                             |        | 7:03     |  |
| 5.  | «Kingslaying (The First)»                |        | 7:44     |  |
| 6.  | «Grinding Ice»                           |        | 8:28     |  |
| 7.  | «Battle Under The Stars»                 |        | 4:41     |  |
| 8.  | «Spirit of Fire»                         |        | 7:18     |  |
| 9.  | «The Broidress»                          |        | 3:44     |  |
| 10. | «The Great Battle (or The War of Wrath)» |        | 12:00    |  |
| 11. | «Apocalypse»                             |        | 4:25     |  |
| 12. | «Apocalypse (Acoustic Version)»          |        | 3:47     |  |

## Intérpretes

### Miembros de la banda
- Luca Catalano: compositor, voz (solista y coros), guitarra eléctrica, guitarra acústica y guitarra clásica;
- Marco Catalano: compositor, coros, tambor, piano, voz solista
- Alessandro Armuschio: compositor, teclado, piano y voz solista;
- Luca Marangoni: violín;
- Carlo Perillo: viola;
- Daniela Lorusso: violonchelo;
- Chiara Marangoni: trompas
- Massimiliano Clara: voz solista;
- Elena Richetta: voz solista y adaptación de letras;
- Roberta Malerba: voz solista;
- Cristiano Blasi: flautas;
- Giuseppe Ferrante: bajo;
- Wilma Collo: adaptación de las letras.

### Invitados
- Ted Nasmith narrador y ilustrador;
- Derek Sherinian teclado electrónico en Battle Under The Stars;
- Roberto Tiranti voz solista en Spirit of Fire;